# Paraleloscopio de prisma

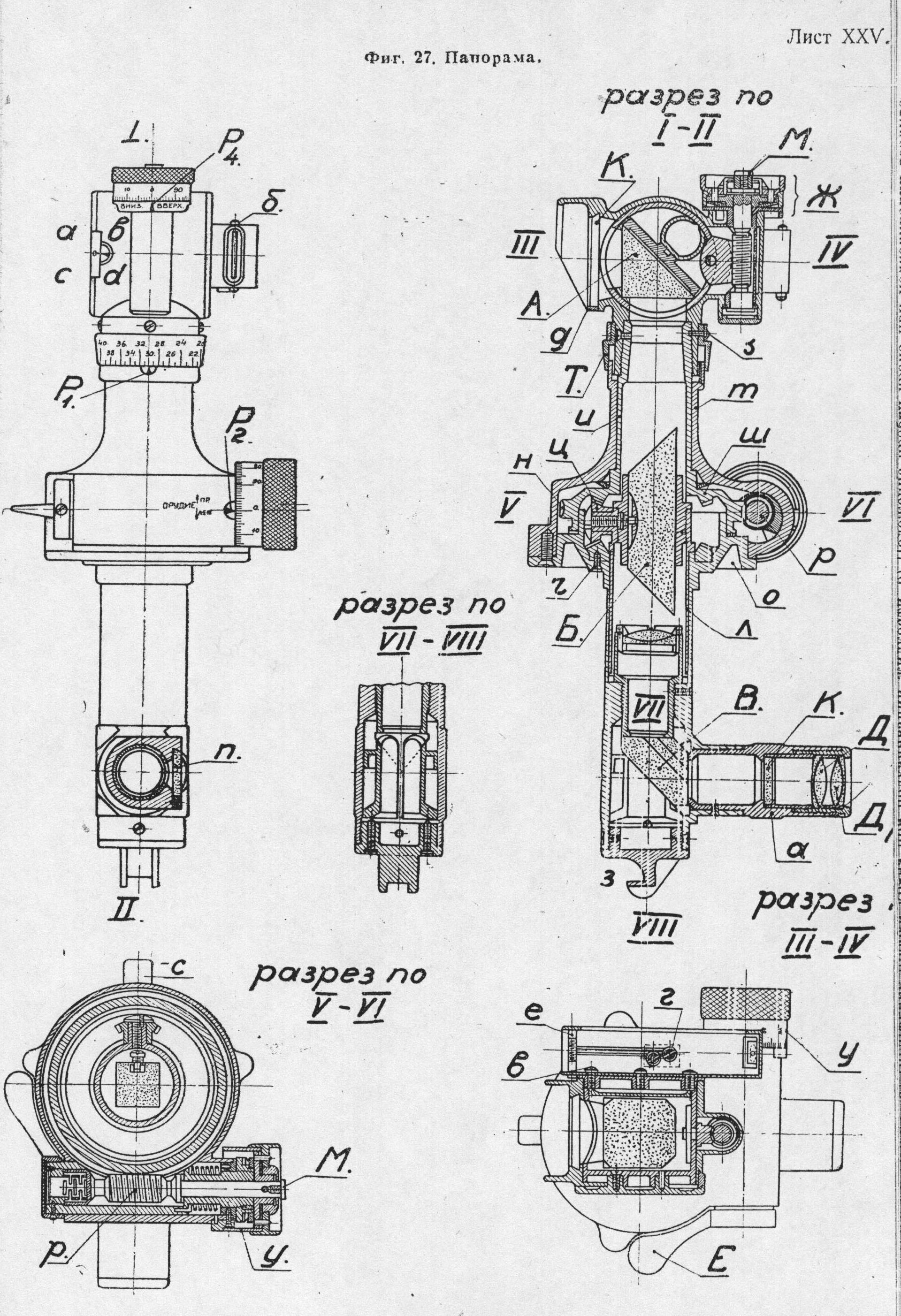

Un paraleloscopio de prisma es un kit de piezas utilizado por las unidades de artillería como punto de mira del arma . Es un tipo de paraleloscopio que utiliza un prisma en lugar de un espejo simple. Su propósito era funcionar como punto de mira en el plano horizontal al colocar artillería de fuego indirecto.

## Descripción
El paraleloscopio prismático entró en servicio en el ejército británico a finales de los años cincuenta. Estaba instalado permanentemente en una caja de fibra de vidrio con tapa. Esta caja estaba montada sobre dos postes verticales cortos de metal, de modo que ocupaba aproximadamente 2 pies (0,6 m) por encima del suelo, estos postes verticales se mantenían unidos por dos varillas horizontales ligeramente más cortas que la caja del paraleloscopio. Una vez montada, la tapa de la caja proporcionaba un "dosel" sobre el paraleloscopio..
Los paraleloscopios entraron en servicio británico en las décadas de 1920 y 1930. Estas primeras versiones eran un espejo de aproximadamente 3 pies (0,9 m) de largo y 4 en (100 mm) de ancho, montado sobre un trípode de unos 3 pies (0,9 m) de alto y colocado a unos pocos metros (o yardas) de distancia y al costado de un arma en el lado de la mira del dial. Cada arma de una batería tenía al menos una. Cuando un arma estaba orientada en su centro de arco, registraba el paraleloscopio como uno de sus puntos de mira (otros tipos de puntos de mira eran una característica topográfica distante distintiva o un par de postes de mira).
Con un paraleloscopio, el capataz del arma fijó la desviación de la línea cero o rumbo del fuego en su mira y apuntó su mira a su reflejo en el paraleloscopio. A medida que el fuego del arma y su(s) rastro(s) se asentaban y el arma retrocedía, la imagen reflejada de la mira se movía a lo largo del paraleloscopio. Fue particularmente útil por la noche porque eliminó la necesidad de puntos de mira con luces adjuntas. Si el arma tenía un arco de fuego muy amplio, entonces se necesitaba más de un paraleloscopio para cada arma.